# Савер
Саве́р (фр. Savères, окс. Savèra) — коммуна во Франции, находится в регионе Юг — Пиренеи. Департамент — Верхняя Гаронна. Входит в состав кантона Рьём. Округ коммуны — Мюре.
Код INSEE коммуны — 31538.

## География

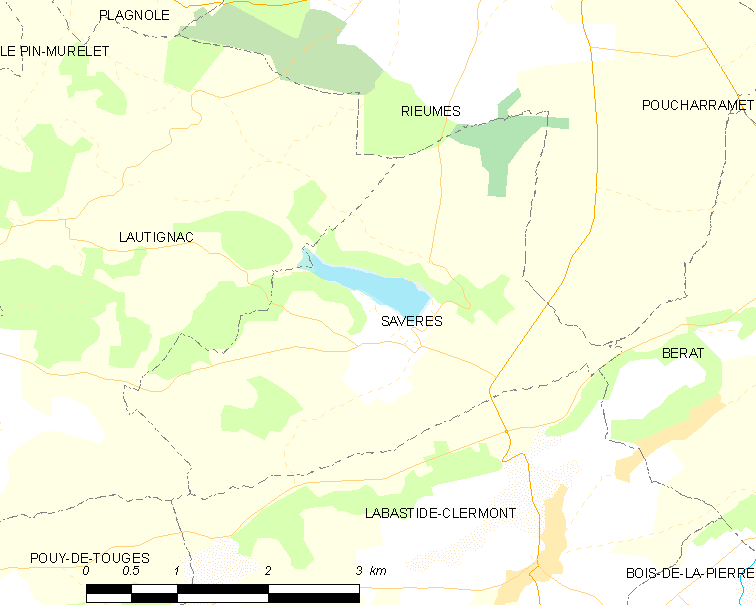
Карта коммуны

Коммуна расположена приблизительно в 620 км к югу от Парижа, в 38 км к юго-западу от Тулузы.
На юге коммуны протекает река Туш.

## Климат
Климат умеренно-океанический. Зима мягкая и снежная, весна характеризуется сильными дождями и грозами, лето сухое и жаркое, осень солнечная. Преобладают сильные юго-восточные и северо-западные ветры.

## Население
Население коммуны на 2010 год составляло 205 человек.
| 1962 | 1968 | 1975 | 1982 | 1990 | 1999 | 2010 |
| ---- | ---- | ---- | ---- | ---- | ---- | ---- |
| 165  | 152  | 154  | 131  | 155  | 158  | 205  |

## Экономика
В 2010 году среди 127 человек трудоспособного возраста (15—64 лет) 100 были экономически активными, 27 — неактивными (показатель активности — 78,7 %, в 1999 году было 73,2 %). Из 100 активных жителей работали 92 человека (54 мужчины и 38 женщин), безработных было 8 (4 мужчины и 4 женщины). Среди 27 неактивных 9 человек были учениками или студентами, 11 — пенсионерами, 7 были неактивными по другим причинам.

## Достопримечательности
- Средневековая церковь. Исторический памятник с 1979 года[4]
- Замок Савер (XVII век). Исторический памятник с 1927 года[5]